# Лос-Анджелес без карты
«Лос-Анджелес без карты» (англ. L.A. Without a Map) — фильм режиссёра Мики Каурисмяки.

## Сюжет
В городок на севере Великобритании приезжает начинающая актриса Барбара (Винесса Шоу). На кладбище она знакомится с городским гробовщиком Ричардом (Дэвид Теннант), он не совсем обычный гробовщик, у него есть литературные способности, его печатают в местной газете.
Побыв день с Ричардом, Барбара уезжает обратно в ЛА. «Писатель-гробовщик» полюбил актрису. Не зная даже её адреса, Ричард отправляется к ней в Лoc-Анджелес, там побыв немного вместе, они женятся. Но на их жизненном пути появляются трудности и они расстаются. Ричард улетает обратно в Англию.
Ричарда и Барбару судьба вновь сталкивает на том же самом кладбище. Дальше они живут счастливо.

## В ролях
- Тони Пирс — Викарий
- Стив Хисон — Билли
- Дэвид Теннант — Ричард
- Марго Стэнли — Миссис Бленкинсоп
- Винесса Шоу — Барбара
- Саския Ривз — Джой
- Малкольм Тирни — Отец Джой
- Жюли Дельпи — Джули
- Лиза Эдельштейн — Сандра
- Винсент Галло — Мосс
- Джонни Депп — играет самого себя
- Аманда Пламмер
- Кэмерон Бэнкрофт
- и другие.